# Ford Rock
Ford Rock är en kulle i Antarktis. Den ligger i Östantarktis. Nya Zeeland gör anspråk på området. Toppen på Ford Rock är 154 meter över havet.
Terrängen runt Ford Rock är varierad. Havet är nära Ford Rock åt nordväst.  Trakten är glest befolkad. Närmaste befolkade plats är McMurdo Station, 10,1 kilometer sydväst om Ford Rock. 